# Dicranomyia omissa
Dicranomyia omissa är en tvåvingeart som först beskrevs av Alexander 1912.  Dicranomyia omissa ingår i släktet Dicranomyia och familjen småharkrankar. Inga underarter finns listade i Catalogue of Life.